# Boulevard Allard
Le boulevard Allard est une voie du quartier Dervallières - Zola à Nantes, en France.

## Situation et accès
Cette artère rectiligne, longue de 180 mètres, située dans le quartier Dervallières - Zola, relie la place Général-Mellinet, dans le prolongement du boulevard de Launay, à la rue de la Ville-en-Bois, dans l'axe du boulevard Pasteur.

## Origine du nom
Il rend hommage aux frères Allard, propriétaires des terrains sur lesquels fut construit le quartier Mellinet, dont ils sont les promoteurs.

## Historique
Édouard Pied nous indique que la terre de Launay-Godetière fut rachetée à la famille Bertrand de Saint-Pern, par les frères Allard et Michel Vauloup (ou Vanloop), qui rasèrent en 1826 le château situé alors à l'emplacement de la place Mellinet. Des artères rayonnant autour de celle-ci furent tracées et l'« avenue Allard » sera ouverte à la circulation le 27 octobre 1837.
Initialement, la voie était désignée comme étant une avenue, puis elle prend son nom actuel par délibération du conseil municipal du 23 mars 1964. 

## Bâtiments remarquables et lieux de mémoire

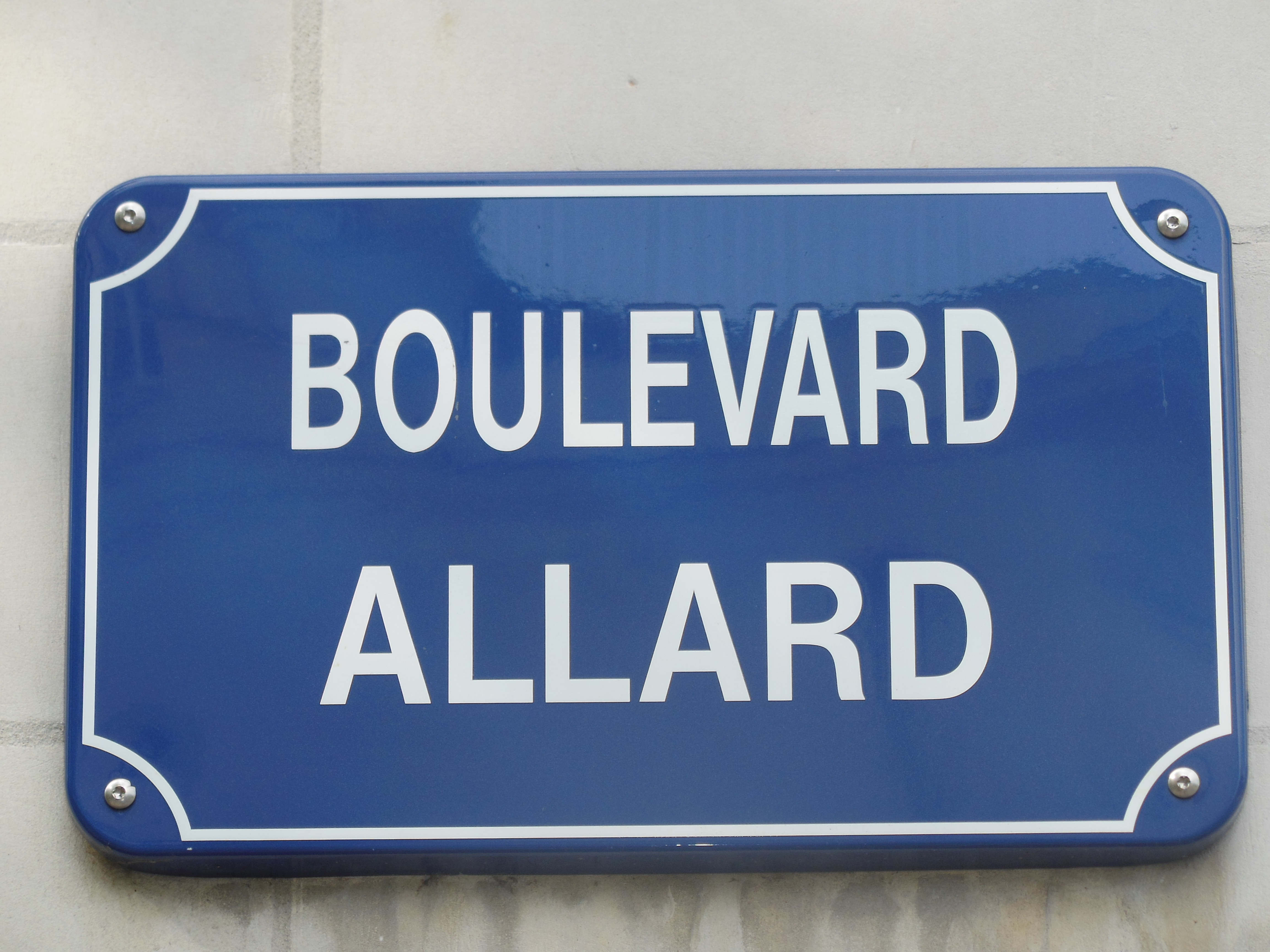
Panneau.